# Byron
Byron je priimek več znanih oseb:
- Arthur Byron (1872—1943), ameriški igralec
- George Noel Gordon Byron (1788—1824), angleški pesnik
- John Bayron (1723—1786), angleški admiral, arktični raziskovalec
- Kathleen Bayron (1921—2009), angleška igralka
- Tom Bayron (*1961), ameriški režiser in producent